# Kreis Maggia
Der Kreis Maggia bildet zusammen mit den Kreisen Lavizzara und Rovana den Bezirk Vallemaggia des Kantons Tessin in der Schweiz. Der Sitz des Kreisamtes ist in Maggia.

## Gemeinden
Der Kreis setzt sich aus folgenden Gemeinden zusammen:
| Wappen          | Name der Gemeinde | Einwohner (31. Dez. 2023) | Fläche in km² | BFS-Nr |
| --------------- | ----------------- | ------------------------- | ------------- | ------ |
| Avegno-Gordevio | Avegno Gordevio   | 1568                      | 27,33         | 5324   |
| Maggia          | Maggia            | 2688                      | 111,16        | 5317   |